# Хансен, Поуль Энок
По́уль Э́нок Ха́нсен (фар. Pól Enok Hansen; род. 18 июня 1997 года в Норагёте, Фарерские острова) — фарерский футболист, защитник третьей команды клуба «Вуйчингур».

## Карьера
Поуль является воспитанником «Вуйчингура» из родной Норагёты. 11 апреля 2015 года он дебютировал за третью команду клуба в матче второго дивизиона против «Ройна». Всего в первом сезоне на взрослом уровне защитник принял участие в 13 встречах второй лиги. В следующем сезоне он провёл свою первую игру за дублирующий состав клуба в первом дивизионе: это была встреча с «Гиза/Хойвуйк», состоявшаяся 28 мая 2016 года. В сезоне-2017 Поуль стал основным защитником второй команды «викингов», отыграв 19 игр в первой лиге.
22 апреля 2018 года состоялся дебют Поуля за «Вуйчингур»: на 84-й минуте встречи фарерской премьер-лиги против клуба «07 Вестур» он заменил Денниса Ньебласа. Суммарно защитник сыграл в 3 матчах первенства архипелага того сезона. В начале сезона-2019 Поуль провёл 1 игру за «викингов» в высшем дивизионе. Его вторую половину игрок провёл в аренде в тофтирском «Б68», отыграв 11 встреч в первой лиге. Вернувшись из аренды в 2020 году, Поуль был переведён во вторую команду «Вуйчингура» и продолжил играть в первом дивизионе. Во второй половине сезона-2020 он стал игроком третьего состава клуба, и с того момента выступает преимущественно в нём.

## Достижения
«Вуйчингур»
- Обладатель Суперкубка Фарерских островов (1): 2018